# Liste der Naturdenkmale in Derschen
Die Liste der Naturdenkmale in Derschen nennt die im Gemeindegebiet von Derschen ausgewiesenen Naturdenkmale (Stand 15. Februar 2024).

## Naturdenkmale
| Nr.         | Bezeichnung        | Lage                                             | Beschreibung    | Bild                                    |
| ----------- | ------------------ | ------------------------------------------------ | --------------- | --------------------------------------- |
| ND-7132-386 | Schimmerichs Buche | westlich des Ortes; Distrikt Im Schimmerich Lage | Fagus sylvatica | Direkt Bild zu diesem Denkmal hochladen |